# Collada de Vilabella
La Collada de Vilabella és un coll a 1.000 m que separa les valls de la Feixa (vall principal del terme de Sant Esteve de la Sarga i del barranc de la Clua, sempre dins del terme municipal de Sant Esteve de la Sarga, al Pallars Jussà. Es troba just a llevant del Tossal de Vilabella, que és el punt més elevat de la Serra d'Alsamora.
Aquesta collada era situada prop del poble desaparegut de Vilabella, i hi passava el camí de Sant Esteve de la Sarga a Castellnou de Montsec. La pista rural asfaltada que ha substituït el vell camí passa actualment un quilòmetre a llevant de la Collada de Vilabella.